# Rustico Filippi
Rustico Filippi (noto anche come Rustico di Filippo; Firenze, fra il 1230 e il 1240 – Firenze, fra il 1291 e il 1300) è stato un poeta italiano.

## Biografia
Le note biografiche su di lui sono assai scarse. Di origini ghibelline, nato probabilmente da una famiglia di commercianti, appartenne al popolo di Santa Maria Novella e raggiunse una notevole fama tra i suoi contemporanei, come dimostrano gli attestati di stima prodotti da Brunetto Latini (che gli dedicò Il Favolello). Ebbe anche la nomea di misogino, "Rusticus barbutus", guadagnata grazie ad una citazione nei "Documenti d'Amore" di Francesco da Barberino.
Il poeta è noto come iniziatore della poesia burlesca o comico-realistica o giocosa che avrà largo sviluppo nel XIV secolo: ha lasciato ventinove sonetti aulici, di argomento amoroso e trenta comico-realistici, scritti in un linguaggio dalla forte connotazione dialettale e dal gusto caricaturale, contro personaggi reali od immaginari.
Della sua produzione, perfettamente "bipartita", sono di maggiore interesse e importanza i sonetti comico-realistici. Spesso di difficilissima interpretazione, a causa di un lessico inventivo e ricco di allusioni oscene o criptiche, restano almeno i memorabili attacchi di Dovunque vai conteco porti il cesso o Oi dolce mio marito Aldobrandino, tra i più noti e studiati dalla critica e anche tra i più antologizzabili.
La "sfortuna" critica di Rustico Filippi è dovuta in primis alla difficoltà di accesso alle sue poesie, immerse come sono in un ambiente municipale lontano da noi più di sette secoli, ma non solo a questo. Pesa anche su di lui, come del resto per gli altri poeti comico-realisti, la storica diffidenza degli studiosi, che hanno giudicato "popolare" e artisticamente irrilevante il loro contributo alla letteratura.
In realtà gli studi degli ultimi cinquanta anni hanno dimostrato come la poesia comico-realistica sia tutt'altro che popolare: perfettamente regolata dal punto di vista metrico e articolata retoricamente, i suoi debiti (e il suo retroterra culturale) sono rintracciabili nella poesia mediolatina goliardica, nelle artes e nella poesia trovadorica.

## Maestro del vituperium
Rustico Filippi è un maestro del "vituperium", cioè dell'attacco personale e canzonatorio. La sua dote migliore è la ritrattistica caricaturale e satirica: spiccano per la loro violenta incisività le rappresentazioni dell'animalesca sensualità di ser Peppo, della puzzolente sporcizia di un certo Luttieri (cioè Lotario) e della ridicola baldanza di un grottesco "miles gloriosus" (o soldato spaccone). Altre volte l'aggressione è di un'ironia più sottile e mascherata, come quella contro un certo Aldobrandino, condotta indirettamente attraverso la maliziosa autodifesa della moglie infedele.

### Testi
- Aldo Francesco Massera, Sonetti burleschi e realistici dei primi due secoli, nuova edizione a cura di Luigi Russo, Bari, Laterza, 1940, pp. 1–30 (testo), 320-323 (note critiche), 370-371 (annotazioni) e 403-404 (nota aggiunta di Luigi Russo).
- Mario Marti, Poeti giocosi del tempo di Dante, Milano, Rizzoli, 1956, pp. 27–91.
- Maurizio Vitale, Rimatori comico-realistici del Due e Trecento, 2 voll., Torino, UTET, 1956, vol. I, pp. 101–199.
- Rustico Filippi, Sonetti a cura di Pier Vincenzo Mengaldo, Torino, Einaudi, 1971
- Giuseppe Marrani, "I sonetti di Rustico Filippi", in Studi di filologia italiana, 57, 1999, pp. 33-199
- Poesia comica del medioevo italiano, a cura di Marco Berisso, Milano, BUR, 2011, pp. 91-117

### Saggi
- Mario Marti, La coscienza stilistica di Rustico di Filippo e la sua poesia, in Cultura e stile nei poeti giocosi del tempo di Dante, Pisa, Nistri-Lischi, 1953, pp. 41–58.